# Смит, Арнолд Керк
Арнолд Керк Смит (англ. Arnold Kirke Smith; 23 апреля 1850 — 8 октября 1927) — английский футболист, нападающий. Один из участников первого в истории матча футбольных сборных в составе сборной Англии. После окончания Оксфордского университета стал англиканским священником.

## Биография
Уроженец Эклсфилда (Шеффилд), Смит учился в Челтнемском колледже. В 1869 году поступил в Университетский колледж в Оксфордском университете, в 1873 году закончил учёбу. Был капитаном футбольного клуба «Оксфорд Юниверсити», считался «мощным и быстрым нападающим».
30 ноября 1872 года сыграл в первом официально признанном матче национальных сборных в составе сборной Англии против сборной Шотландии. До этого он сыграл за сборную Шотландии в неофициальном матче против сборной Англии в Лондоне.
В сезоне 1872/73 «Оксфорд Юниверсити» дошёл до финала Кубка Англии, в котором встретился с клубом «Уондерерс». Несмотря на «искусную» комбинационную игру, студенты не справились с более опытным соперником, проиграв со счётом 0:2. 
Впоследствии Смит играл за клуб «Шеффилд» и за сборную Футбольной ассоциации Шеффилда.
После окончания университета Смит был рукоположен в кураты и был священником в Бигглзуэйде, Итон-Соконе и Сомершеме. В 1883 году стал викарием. С 1889 год по 1927 год был викарием Боксуорта, где и умер 8 октября 1927 года.
В 1998 году вязаная шерстяная майка сборной Англии, которую Смит носил в первом международном матче, была продана на аукционе за 21 тысячу фунтов.

## Достижения

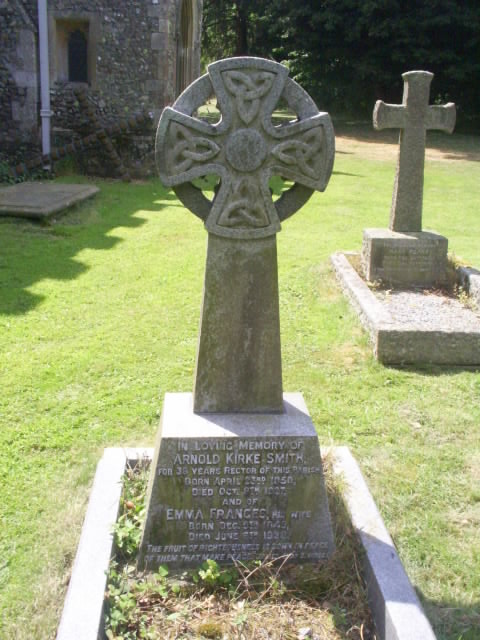
Могила Смита в Боксуорте, Кембриджшир

Оксфорд Юниверсити
- Финалист Кубка Англии: 1873